# Cimetière de Neuilly-sur-Marne
Le cimetière de Neuilly-sur-Marne, est un cimetière se trouvant rue Paul-et-Camille-Thomoux (anciennement rue de Gagny) à Neuilly-sur-Marne en Seine-Saint-Denis.

## Historique
À la suite du décret impérial sur les sépultures promulgué le 12 juin 1804 par Napoléon Bonaparte à Saint-Cloud, et qui établissait que les tombes devaient être mises en dehors de la muraille de la ville, l'ancien cimetière de l'église Saint-Baudile dut être vidé. Les héritiers du général Donzelot firent alors don d'un terrain à la commune, qui permit de créer ce cimetière en 1855. 
Son agrandissement est prévu en 2018.

## Description
S'y trouvent deux carrés militaires, pour la première et la seconde guerres mondiales.

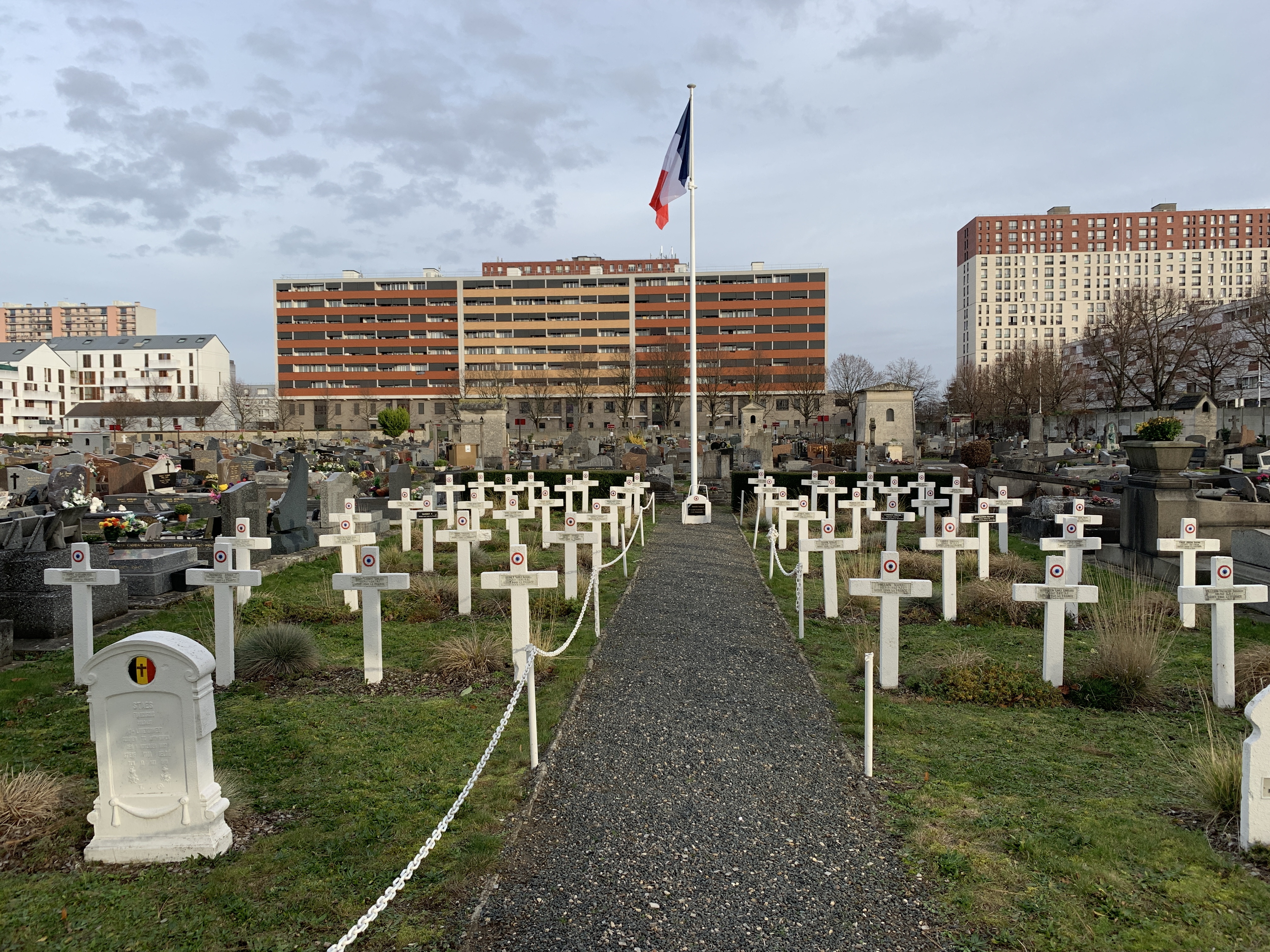
Carré militaire de la Ière Guerre mondiale
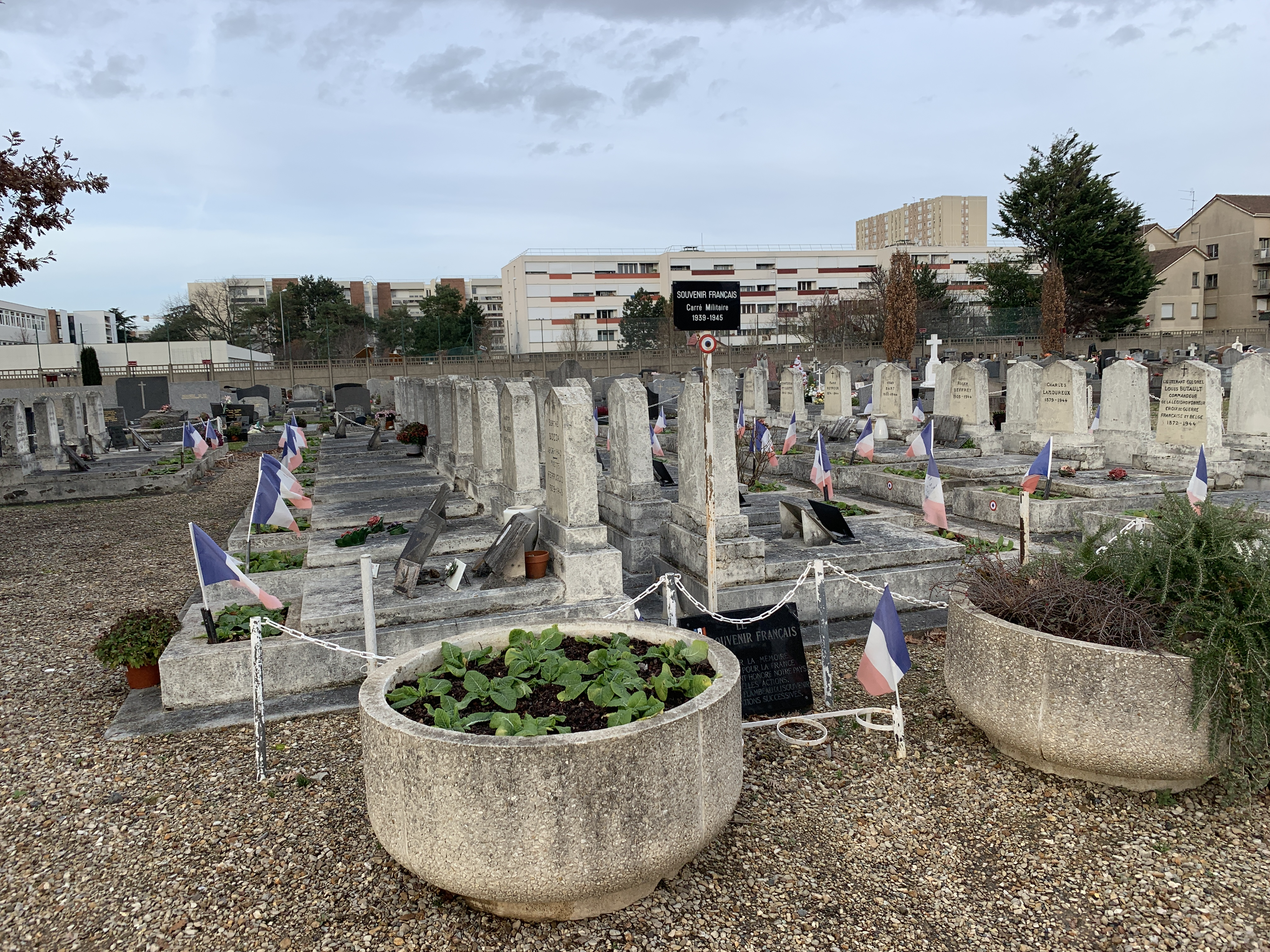
Carré militaire de la IIère Guerre mondiale
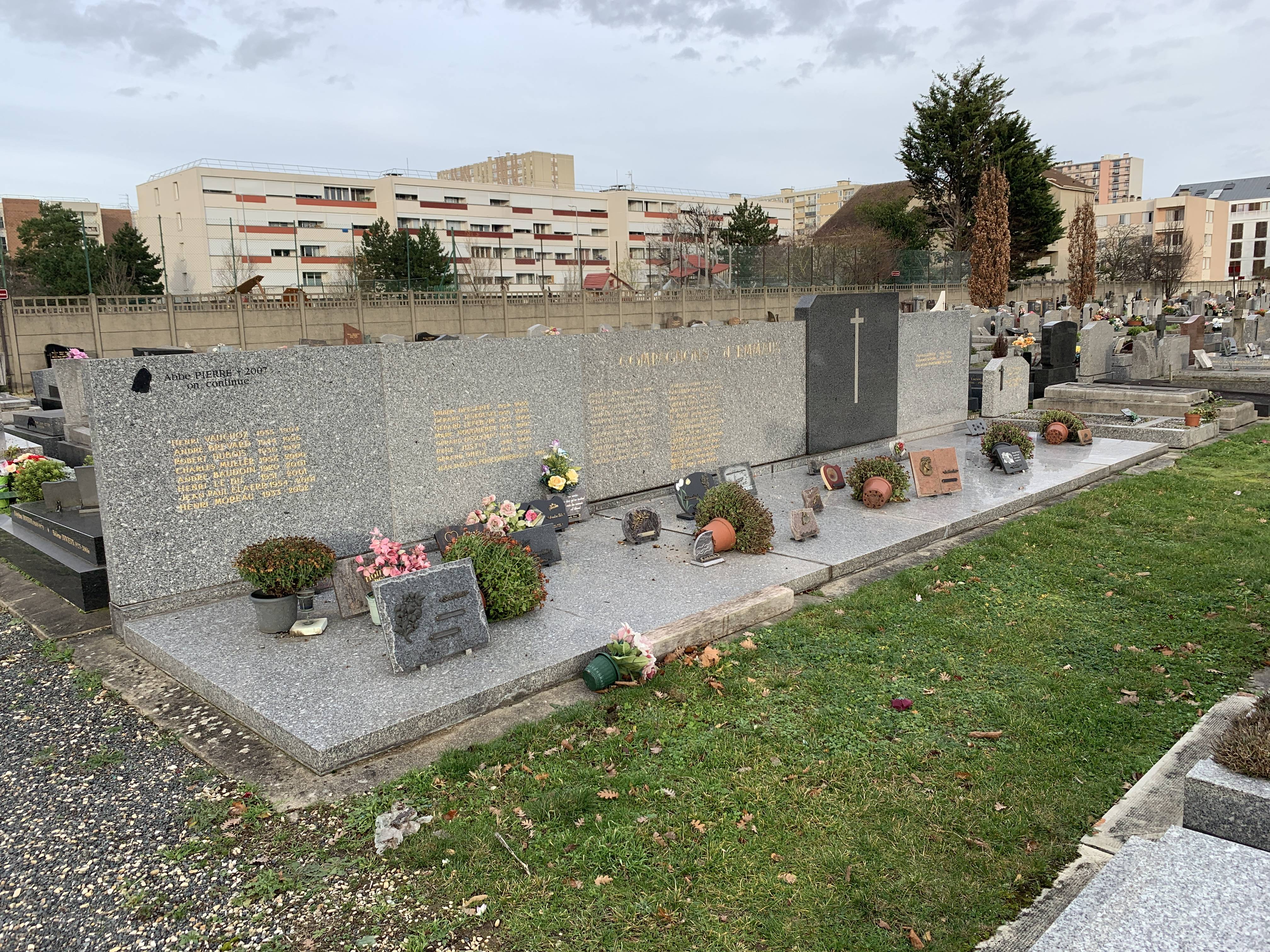
Monument aux Compagnons d'Emmaüs

## Personnalités
- Général Donzelot (1764-1843 •Doctoresse Constance Pascal (1877-1937)